# 沿志奏逢4
『沿志奏逢4』（そうしそうあいフォー）は、日本のバンド・Bank Bandの1枚目のベスト・アルバム。2021年9月29日にトイズファクトリーより発売された。

## 音楽性
Bank Bandとしては初となるベスト・アルバム。選曲は主にトイズファクトリーのスタッフによるもので、全曲リマスタリングが行なわれている。
CDは2枚組となっており、DISC 1にはこれまでにリリースされたBank Bandのオリジナル曲や代表的なカバー曲に加え、新曲「東京協奏曲」を収録。リマスタリングはテッド・ジェンセンが担当している。また、DISC 2は「LIVE BEST」として、野外音楽フェスティバル『ap bank fes』の歴代のライブ音源が厳選され収録されている。リマスタリングは内田孝弘 (FLAIR MASTERING WORKS) が担当。
前作『沿志奏逢3』発売以降にBank Bandとして披露された楽曲としては、『Reborn-Art Festival × ap bank fes 2016』および『MUSIC for ASO 2016 supported by ap bank』で披露された「ロストマン」（BUMP OF CHICKENの楽曲のカバー）、『Reborn-Art Festival 2017 × ap bank fes』で披露された「夏の魔物」（スピッツの楽曲のカバー）が未収録となっている。

## リリース・プロモーション
通常盤のみの1形態で発売。CD2枚組で、紙ジャケット仕様となっている。初回仕様には、特典映像として小林武史と櫻井和寿による対談「Talk about 18 years of Bank Band」の映像と「優しい歌」「カルアミルク」のセッション映像が視聴できるシリアルナンバーが封入されている。また、先着購入特典としてステッカーが用意された。発売と同時にダウンロード・サブスクリプション配信も開始された。
Bank Bandとしては2010年に発売された『沿志奏逢3』以来約11年ぶりのアルバムとなった。
本作の収益は、ap bankが行なっているひとり親家庭の支援プロジェクト「spoon」や災害復興支援、宮城県で開催される総合芸術祭『Reborn-Art Festival 2021-22』などの費用に充てられる。
本作発売の発表と同時に、2021年8月29日にマルホンまきあーとテラス 石巻市芸術文化センター大ホールにて小林と櫻井によるライブ『ワン・バイ・ワン・プラス ～10年目のフレームより～』の開催と、同年秋に野外音楽フェスティバル『ap bank fes '21』の開催が発表された。なお、後者に関してはアルバム発売週である10月3日に無観客生配信ライブ『ap bank fes '21 online in KURKKU FIELDS』として、千葉県・KURKKU FIELDSで開催された。

## アートワーク
本作のアートディレクターは、ap bank設立当初から関わりの深い森本千絵が担当。森本は「いま、この奏、言葉、声に出逢う（再会する）ことは 抱きしめ、抱きしめられるような心地になります」とコメントしている。小林武史は、本作のジャケットについて「ヨーロッパやアメリカの人たちも コロナ禍ではハグできないし、日本にハグの文化があるわけではないんだけど、アルバムのアートワークを見て、『今、必要なことだな』と思って。アルバムを通して、『ひさしぶりにみんなともう1回会えた』ということも表現されている」と評している。

## 収録曲

### DISC 1
1. forgive / Bank Band feat. MISIA [5:54]
  - 作詞：櫻井和寿 / 作曲：小林武史

6th配信限定シングル。初CD化。
2. 若者のすべて [5:03]
  - 作詞・作曲：志村正彦

3rdアルバム『沿志奏逢3』収録曲。
フジファブリックの楽曲のカバー。
3. 東京協奏曲 / 宮本浩次 × 櫻井和寿 organized by ap bank [4:27]
  - 作詞・作曲：小林武史

新曲。
小林曰く「東京という都市のこれからの未来、格差の広がり、これまでよしとされていたシステムの変化などを自分なりに表現した曲」[23]。本楽曲について、宮本は「小林さんらしい、優しくて素敵な歌だと思います」と語っている[24]。
楽曲自体は数年前から存在していたという[25]。当初は小林がプロデュースを手掛けている宮本のソロ曲の候補曲であった[26]。
宮本と櫻井2人でのコラボレーションは今回が初となる[注 2]。小林は「固定されたイメージの中に落とし込めない振り幅を持ったふたり」[28]「自分がプロデュースしているとはいえ、狙い通りというより、やはり何かが降りてきてこの小さな奇跡を作ったという感じがしています」[29]と、宮本は「櫻井君はポジティブなエネルギーを持った人で、彼と歌うことで俺もあたたかい気持ちになれた」[30]とコメントしている。なお、宮本と櫻井は共に東京都出身である。
ミュージック・ビデオが制作されており、ap bankの公式YouTubeチャンネルで公開されている。監督は児玉裕一が務め[29]ギークピクチュアズがプロデュースを手掛けた[31]。銀座の和光本館の屋上で撮影が行なわれ[23]、全編モノクロの映像となっている。
宮本のソロアルバム『縦横無尽』にも収録されている。
2021年10月3日にKURKKU FIELDSで開催された無観客生配信ライブ『ap bank fes '21 online in KURKKU FIELDS』でライブ初披露された[32]。
4. カルアミルク [5:19]
  - 作詞・作曲：岡村靖幸

1stアルバム『沿志奏逢』収録曲。
岡村靖幸の楽曲のカバー。
5. What is Art? / Reborn-Art Session [6:23]
  - 作詞：櫻井和寿・小林武史 / 作曲：小林武史

「Reborn-Art Session（櫻井和寿 小林武史）」名義で発売された配信限定シングル。アレンジが変更されている。
6. 奏逢 〜Bank Bandのテーマ〜 [5:28]
  - 作詞：櫻井和寿 / 作曲：小林武史・櫻井和寿

3rd配信限定シングル。
7. 何の変哲もないLove Song [4:06]
  - 作詞・作曲：KAN

2ndアルバム『沿志奏逢2』収録曲。
木村和 (KAN) の楽曲のカバー。
8. トーキョー シティー ヒエラルキー [6:11]
  - 作詞・作曲：山口洋

1stアルバム『沿志奏逢』収録曲。
ヒートウェイヴの楽曲のカバー。
9. 糸 [4:45]
  - 作詞・作曲：中島みゆき

1stアルバム『沿志奏逢』収録曲。
中島みゆきの楽曲のカバー。
住友生命「LIVE ONE」CMソング[33]。
フジテレビ系ドラマ『介助犬ムサシ 〜学校へ行こう!〜』主題歌[34]。
10. MESSAGE -メッセージ- / Bank Band with Salyu [6:33]
  - 作詞：櫻井和寿・いしわたり淳治 / 作曲：小林武史・蔦谷好位置

5th配信限定シングル。初CD化。
11. はるまついぶき [5:23]
  - 作詞：櫻井和寿 / 作曲：小林武史

2nd配信限定シングル。
松竹配給映画『ミッドナイト・イーグル』主題歌[35]。
Nestlé「KitKat」CMソング[36]。
12. こだま、ことだま。 [4:32]
  - 作詞：櫻井和寿 / 作曲：小林武史

4th配信限定シングル。
東京メトロ「Find my Tokyo.」キャンペーン「麻布十番 手づくりに惚れる」篇CMソング[37]。
13. to U / Bank Band with Salyu [7:10]
  - 作詞：櫻井和寿 / 作曲：小林武史

1stシングル。
TBS系報道番組『筑紫哲也 NEWS23』テーマソング[38]。

### DISC 2
1. よく来たね (ap bank fes '12 Fund for Japan) [5:14]
  - 作詞・作曲：櫻井和寿

2ndアルバム『沿志奏逢2』収録曲。
2. 歌うたいのバラッド (ap bank fes '11 Fund for Japan) [7:10]
  - 作詞・作曲：斉藤和義

2ndアルバム『沿志奏逢2』収録曲。
斉藤和義の楽曲のカバー。
3. はじまりはいつも雨 (ap bank fes '11 Fund for Japan) [4:28]
  - 作詞・作曲：飛鳥涼

アルバム未収録曲。
ASKAの楽曲で、本人とのコラボレーションとなっている。
4. 言葉にできない (ap bank fes '06) [6:09]
  - 作詞・作曲：小田和正

アルバム未収録曲。
オフコースの楽曲で、小田本人とのコラボレーションとなっている。
5. 慕情 (ap bank fes '09) [5:14]
  - 作詞・作曲：桑田佳祐

3rdアルバム『沿志奏逢3』収録曲。
サザンオールスターズの楽曲のカバー。
6. 緑の街 (ap bank fes '08) [5:06]
  - 作詞・作曲：小田和正

3rdアルバム『沿志奏逢3』収録曲。
小田和正の楽曲のカバー。
曲の前に櫻井によるMCも収録されている。
7. 休みの日 (ap bank fes '06) [5:09]
  - 作詞：宮田和弥 / 作曲：寺岡呼人

2ndアルバム『沿志奏逢2』収録曲。
JUN SKY WALKER(S)の楽曲のカバー。
8. Drifter (Reborn-Art Festival 2017 × ap bank fes) [6:11]
  - 作詞・作曲：堀込高樹

3rdアルバム『沿志奏逢3』収録曲。
キリンジの楽曲のカバー。
『Reborn-Art Festival 2017 × ap bank fes』の映像は2017年10月9日にWOWOWで放送されたのみである[39]ため、正式な音源化はこれが初となる。
9. Reborn (Reborn-Art Festival 2017 × ap bank fes) [6:58]
  - 作詞・作曲：五十嵐隆

3rdアルバム『沿志奏逢3』収録曲。
Syrup 16gの楽曲のカバー。
曲の前に櫻井によるMCも収録されている。
『Reborn-Art Festival 2017 × ap bank fes』の映像は2017年10月9日にWOWOWで放送されたのみである[39]ため、正式な音源化はこれが初となる。
10. HERO (ap bank fes '05) [6:26]
  - 作詞・作曲：桜井和寿

1stアルバム『沿志奏逢』収録曲。
Mr.Childrenの楽曲のカバー。
曲の前に櫻井によるMCも収録されている。
途中、櫻井が感極まり歌えなくなる。その理由について櫻井は直前に浜田省吾やスキマスイッチと共演したことを挙げており[40]、「『HERO』の歌詞の、『小さい頃に身振り手振りを真似てみせた』というところと、中学時代に浜田さんを好きで真似ていた自分と重なって」[41]「あと今回は、『Mr.Childrenを聴いて育った』と言ってくれたスキマスイッチのふたりも居て、それらがこのフェスとか音楽を通じて、“ひとつに繋がった”って思って、で、そのあとに『そうこうして繰り返していくことが』って歌詞が出てきて、“ウワッ”って……」[42]と当時のことを振り返っている。
11. 終わりのない歌 (ap bank fes '12 Fund for Japan) [6:58]
  - 作詞・作曲：奥野敦士

アルバム未収録曲。
ROGUEの楽曲のカバー。
曲の前に櫻井によるMCも収録されている。
櫻井は本楽曲を何年もBank Bandとしてカバーする候補に挙げていたという[43]。ROGUE主催の音楽イベント『GBGB2016 ‘G-Beat Gig Box’』および『ap bank fes '18』では、櫻井がROGUEと共に本楽曲をパフォーマンスしている[44][45]。
12. ぼくらが旅に出る理由 (ap bank fes '12 Fund for Japan) [8:10]
  - 作詞・作曲：小沢健二

アルバム未収録曲。
小沢健二の楽曲のカバー。
曲の前に櫻井によるMCも収録されている。

## 参加ミュージシャン
- 安達練：Computer Programming

### DISC 1
- 櫻井和寿：Vocal (#1 - #13), Guitar (#2, #4, #6 - #9, #11, #13)
- MISIA：Vocal (#1)
- 宮本浩次：Vocal (#3)
- Salyu：Vocal (#10, #13)
- 小林武史：Keyboards (#1 - #13)
- 河村“カースケ”智康：Drums (#1, #2, #6, #10 - #12)
- 屋敷豪太：Drums (#3)
- 山木秀夫：Drums (#4, #7 - #9, #13)
- 亀田誠治：Bass (#1, #2, #6, #10, #12)
- 伊賀航：Bass (#3)
- 美久月千晴：Bass (#4, #7 - #9, #13)
- TOKIE：Bass (#11)
- 小倉博和：Guitar (#1, #2, #6, #7, #10, #12)
- 名越由貴夫：Guitar (#3)
- 古川昌義：Guitar (#4, #8, #9, #13)
- 高野寛：Guitar (#11)
- 山本拓夫：Saxophone (#1, #3, #4, #6, #8 - #13), Flute (#6, #7)
- 西村浩二：Trumpet (#1, #6, #12), Flugelhorn (#6)
- Luis Valle：Trumpet (#3)
- 小澤篤士：Trumpet (#10)
- 村田陽一：Trombone (#3)
- 藤井珠緒：Percussion (#6, #7)
- 四家卯大：Cello (#1, #3, #6, #10 - #13)
- 沖祥子：Violin (#1, #3, #6, #10 - #13)
- 田島朗子：Violin (#6)
- 伊勢三木子：Violin (#11, #13)
- 菊地幹代：Viola (#6, #11)
- 四家卯大ストリングス：Strings (#1, #3, #6, #9 - #13)
- ヤマグチヒロコ：Chorus (#1)
- 石巻好文館高等学校音楽部：Chorus (#1)
- 石巻メンネルコール：Chorus (#1)
- 登坂亮太：Chorus (#2, #6)
- イシイモモコ：Chorus (#2, #6)

### DISC 2
- Bank Band
  - 櫻井和寿：Vocal (#1 - #12), Guitar (#2 - #4, #9 - #12)
  - 小林武史：Keyboards (#1 - #12)
  - 山木秀夫：Drums (#4, #6, #7, #10)
  - 河村“カースケ”智康：Drums (#1 - #3, #5, #8, #9, #11, #12)
  - 亀田誠治：Bass (#1 - #12)
  - 小倉博和：Guitar (#1 - #12)
  - 山本拓夫：Saxophone (#1, #2, #5, #6, #10, #11), Flute (#3, #8, #12)
  - 西村浩二：Trumpet (#1, #6, #8), Flugel (#3), Shaker (#2, #5)
  - 藤井珠緒：Percussion (#2 - #6)
  - 四家卯大：Cello (#1 - #12)
  - 沖祥子：Violin (#1 - #10)
  - 田島朗子：Violin (#1 - #7, #9, #10)
  - 菊地幹代：Viola (#1 - #7)
  - イシイモモコ：Chorus (#3, #5 - #9, #11, #12)
  - 登坂亮太：Chorus (#3, #5 - #7, #10 - #12)
  - 小田原ODY友洋：Chorus (#8, #9)
- Bank Band with Great Artists
  - ASKA：Vocal (#3)
  - 小田和正：Vocal (#4), Keyboards (#4)
  - 一青窈：Chorus (#7)
  - Salyu：Chorus (#7)

## テレビ出演
| 番組名                        | 日付           | 放送局  | 演奏曲                     |
| ----------------------------- | -------------- | ------- | -------------------------- |
| 音楽の日                      | 2021年7月17日  | TBS     | to U                       |
| 音楽の日                      | 2021年7月17日  | TBS     | forgive                    |
| SONGS                         | 2021年9月30日  | NHK総合 | 糸                         |
| SONGS                         | 2021年9月30日  | NHK総合 | 奏逢 〜Bank Bandのテーマ〜 |
| SONGS                         | 2021年9月30日  | NHK総合 | 東京協奏曲                 |
| SONGS                         | 2021年9月30日  | NHK総合 | to U                       |
| CDTVライブ!ライブ!            | 2021年11月22日 | TBS     | forgive                    |
| 第63回 輝く! 日本レコード大賞 | 2021年12月30日 | TBS     | to U                       |

## ライブ映像作品
| 曲名                             | 作品名                                                                    |
| -------------------------------- | ------------------------------------------------------------------------- |
| 若者のすべて                     | →「 沿志奏逢3#ライブ映像作品 」を参照                                     |
| カルアミルク                     | →「 沿志奏逢#ライブ映像作品 」を参照                                      |
| 奏逢 〜Bank Bandのテーマ〜       | →「 奏逢 〜Bank Bandのテーマ〜 (Studio Live Ver.)#ライブ映像作品 」を参照 |
| 何の変哲もないLove Song          | →「 沿志奏逢2#ライブ映像作品 」を参照                                     |
| トーキョー シティー ヒエラルキー | →「 沿志奏逢#ライブ映像作品 」を参照                                      |
| 糸                               | →「 沿志奏逢#ライブ映像作品 」を参照                                      |
| はるまついぶき                   | →「 はるまついぶき#ライブ映像作品 」を参照                                |
| to U                             | →「 to U#ライブ映像作品 」を参照                                          |
| よく来たね                       | →「 沿志奏逢2#ライブ映像作品 」を参照                                     |
| 歌うたいのバラッド               | →「 沿志奏逢2#ライブ映像作品 」を参照                                     |
| はじまりはいつも雨               | ap bank fes '11 Fund for Japan                                            |
| 言葉にできない                   | ap bank fes '06                                                           |
| 慕情                             | →「 沿志奏逢3#ライブ映像作品 」を参照                                     |
| 緑の街                           | →「 沿志奏逢3#ライブ映像作品 」を参照                                     |
| 休みの日                         | →「 沿志奏逢2#ライブ映像作品 」を参照                                     |
| Drifter                          | →「 沿志奏逢3#ライブ映像作品 」を参照                                     |
| Reborn                           | →「 沿志奏逢3#ライブ映像作品 」を参照                                     |
| HERO                             | →「 沿志奏逢#ライブ映像作品 」を参照                                      |
| 終わりのない歌                   | ap bank fes '12 Fund for Japan                                            |
| ぼくらが旅に出る理由             | ap bank fes '12 Fund for Japan                                            |